# StarCraft no esporte eletrônico

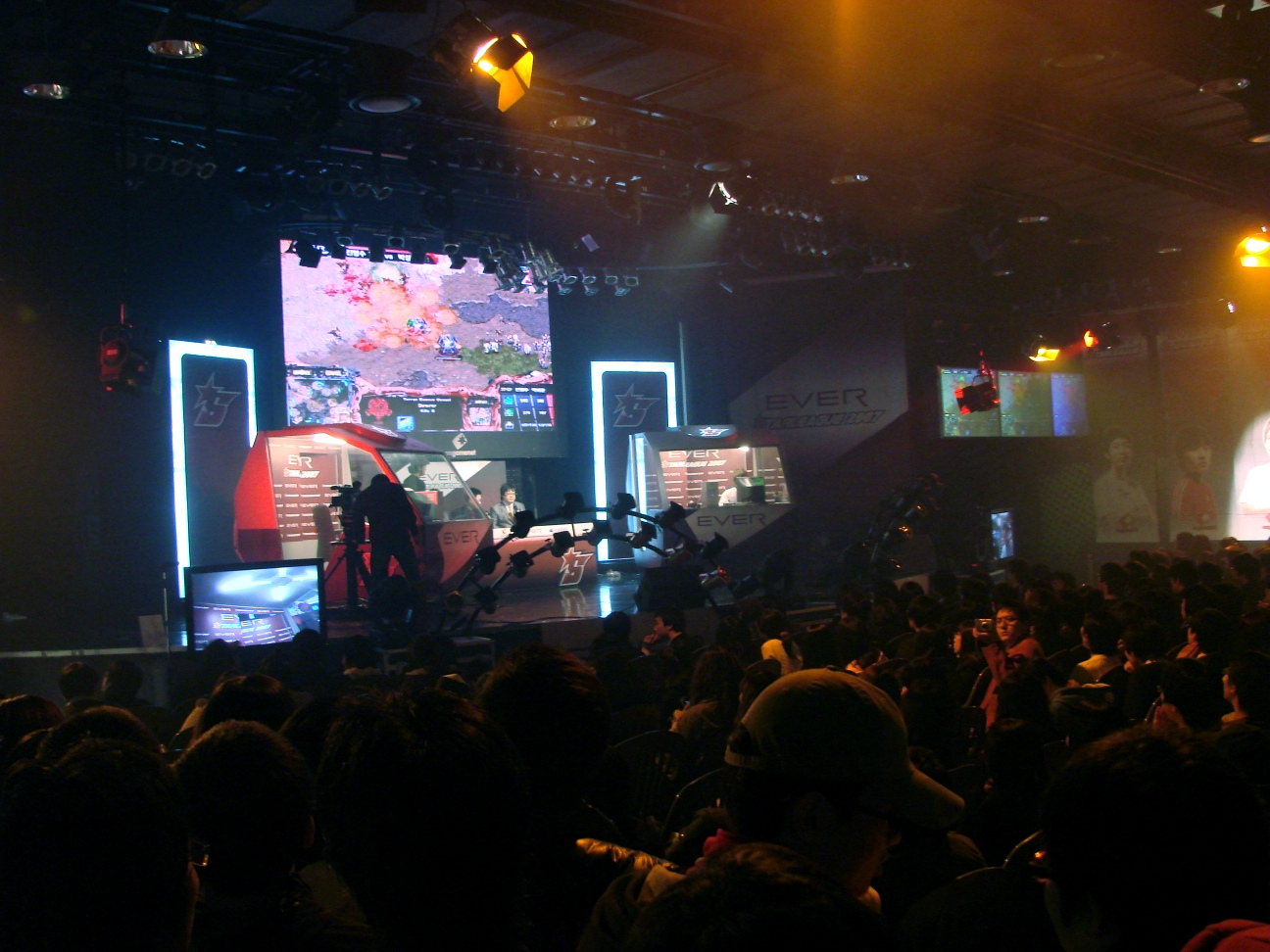
Estádio principal da OGN, é um exemplo de um estádio de e-sports, onde StarCraft é jogado profissionalmente.

O jogo de computador StarCraft tem um circuito profissional de competição, principalmente na Coreia do Sul. Cada um dos dois maiores canais de jogos na Coreia do Sul, Ongamenet e MBCGame, possuem uma liga, a Ongamenet Starleague e a MBCgame Starleague, vistos por milhões de fãs. Começando em 2002, jogadores profissionais se organizaram em times, patrocinados por grandes companhias sul coreanas como Samsung, SK Telecom e KTF. StarCraft também é a competição de jogo de computador mais popular durante o World Cyber Games anual, graças ao número de fãs, e é considerada a maior competição de vídeo games e computadores em termos de prêmios em dinheiro, cobertura mundial e participantes.

## Participação fora da Coreia do Sul
Já houve algumas tentativas comerciais de trazer partidas profissionais de StarCraft televisionadas para audiências fora da Coreia do Sul. GOM TV contratou Nick "Tasteless" Plott, um Americano que costumava comentar StarCraft para o WCG e outros eventos internacionais, para fornecer comentários em inglês para o GOM TV Star Invitational de 2008 e o torneio Averatec-Intel Classic de 2008. De acordo com as estatísticas da GOM TV, mais de 1 milhão de espectadores assistiram as partidas do GOM TV Star Invitational com sua narração.
Muitos fãs de StarCraft fora da Coreia do Sul fazem o download de arquivos de vídeo dos jogos profissionais em seus computadores. Isso fez surgir uma pequena comunidade onde fãs de StarCraft fazem o upload dos arquivos de vídeo em sites de compartilhamento como YouTube, mas com os seus próprios comentários em Inglês. Dentre os comentaristas no YouTube, em Inglês, estão KlazartSC, Diggity, Moletrap, NukeTheStars, HDStarcraft, Rise, e HuskyStarCraft
A Collegiate Starleague é uma liga intercolegial por temporadas, que é modelada na liga profissional da Coreia. Foi criada em 2009 por estudantes da Universidade de Princeton. Sua quarta temporada (Outono de 2010) marca uma mudança de StarCraft: Brood War para Starcraft II, e contará com a participação de mais de 100 universidades norte americanas incluindo Harvard, Yale, Instituto de Tecnologia de Massachusetts, e Universidade Rutgers. Dentre contribuidores notáveis e jogadores estão Sean "Day [9]" Plott, Kevin "QXC" Riley, e Andre "Gretorp" Hengchua.

## Rankings KeSPA
KeSPA (Korean e-Sports Players Association) publica cálculos mensais dos rankings baseados numa escala de pontos. É um sistema contínuo baseado nos últimos seis meses de performance tanto nos maiores quanto nos menores eventos, premiando pontos baseando-se nas vitórias. O maior peso é colocado nos jogos recentes, enquanto que os jogos mais antigos têm menor ênfase.
| Rank | Nome do jogador | Apelido do jogador no jogo | Raça    | Time                     | Pontos  | +/- Ranking |
| 1    | Lee Young-Ho    | Flash                      | Terran  | KT Rolster               | 3,740.5 | 0           |
| 2    | Lee Jae-Dong    | n.Die_Jaedong              | Zerg    | Hwaseung OZ              | 2,803.5 | 0           |
| 3    | Kim Jung-Woo    | EffOrt                     | Zerg    | CJ ENTUS                 | 2,102.3 | +2          |
| 4    | Jung Myung-Hoon | By.FanTaSy                 | Terran  | SK Telecom T1            | 1,989.0 | +2          |
| 5    | Kim Gu-Hyun     | GooJila (Kal)              | Protoss | STX SOUL                 | 1,905.4 | -2          |
| 6    | Kim Yoon-Hwan   | Inter.Calm                 | Zerg    | STX SOUL                 | 1,760.3 | -1          |
| 7    | Lee Jae-Ho      | Light[aLive]               | Terran  | MBCgame HERO             | 1,744.5 | +1          |
| 8    | Kim Myung-Woon  | MenSol[Zero]               | Zerg    | Woongjin Stars           | 1,581.8 | -1          |
| 9    | Yum Bo-Sung     | Sea[Shield]                | Terran  | MBCgame HERO             | 1,499.6 | +6          |
| 10   | Goo Sung-Hoon   | HiyA[fOu]                  | Terran  | Hwaseung OZ              | 1,439.3 | +4          |
| 11   | Yoon Yong-Tae   | free[gm]                   | Protoss | Woongjin Stars           | 1,420.1 | +2          |
| 12   | Kim Taek-Yong   | Bisu[Shield]               | Protoss | SK Telecom T1            | 1,400.3 | +14         |
| 13   | Jin Young-Hwa   | By.Movie                   | Protoss | CJ ENTUS                 | 1,335.8 | -4          |
| 14   | Shin Sang-Moon  | Sparkyz Leta               | Terran  | hite SPARKYZ             | 1,289.3 | +2          |
| 15   | Song Byung-Gu   | stork[gm]                  | Protoss | Samsung Electronics KHAN | 1,260.0 | -3          |
| 16   | Jun Tae-Yang    | baby                       | Terran  | Wemade FOX               | 1,258.5 | -5          |
| 18   | Park Ji-soo     | 박지수                     | Terran  | KT Rolster               | 1,190.3 | +4          |
| 18   | Han Sang-Bong   | Lookforhitech              | Zerg    | Woongjin Stars           | 1,187.3 | -8          |
| 19   | Lee Young-Han   | Shine[kaL]                 | Zerg    | Wemade FOX               | 1,137.0 | 0           |
| 20   | Shin No-Yul     | RorO                       | Zerg    | Wemade FOX               | 1,125.8 | +8          |

## Lista de times profissionais deStarCraft

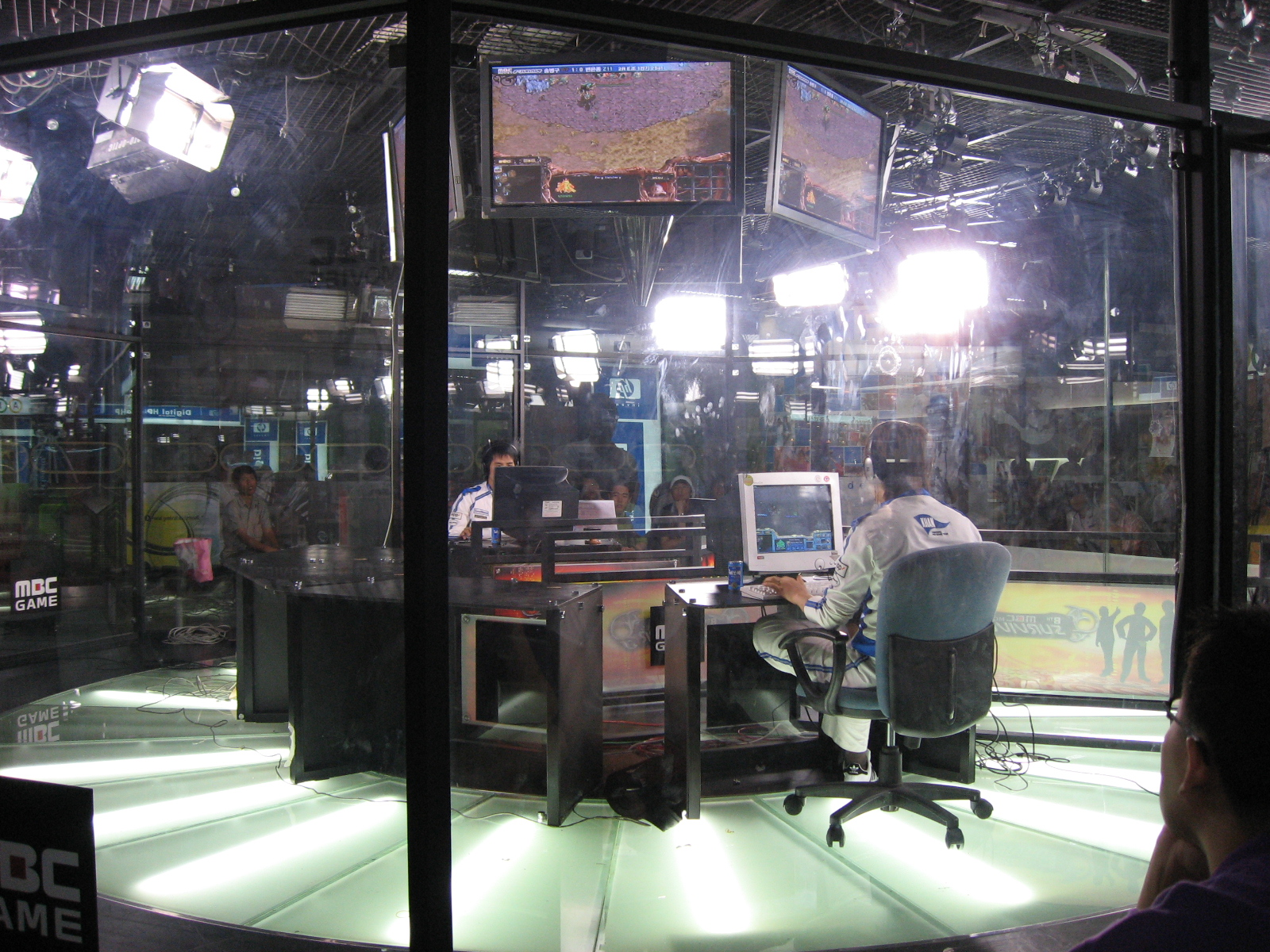
Partida de StarCraft televisionada na MBCGame

A comunidade coreana profissional está atualmente dividida em 12 times, 11 dos quais são patrocinados por corporações, e o último pela Força Aérea Coreana.
- Air Force ACE (공군 에이스)
- CJ ENTUS (CJ엔투스) – antigamente GO (Greatest Ones)
- eSTRO (이스트로) – antigamente eNature Top Team, AMD Hexatron
- Woongjin Stars (웅진 스타즈) – antigamente Hanbit Stars
- KT Rolster (KT롤스터) – antigamente KT Fingerboom, KT MagicNs, KTF MagicNs
- Hwaseung Oz (화승 오즈)- antigamente Lecaf OZ, Plus, IS (Ideal Space)
- MBCGame HERO (MBC게임 히어로) – antigamente POS (Pirates of Space)
- Hite SPARKYZ (온게임넷 하이트 스파키즈) – antigamente OGN SPARKYZ, KOR
- Samsung KHAN (삼성전자 칸)
- SK Telecom T1 (SK텔레콤 T1) – antigamente 4U, Orion
- STX SouL (STX소울)
- WeMade FOX (위메이드 폭스) – antigamente Pantech EX, Pantech & Curitel Curriors, Toona S.G.

## Escândalo das partidas combinadas
Foi revelado em 13 de Abril de 2010 que um escândalo envolvendo trapaças nas partidas de StarCraft existia na Coreia do Sul e envolvia jogadores populares intencionalmente perdendo jogos.

Como jogos profissionais tem um status legalizado na Coreia do Sul, as consequências dessas ações foram muito fortes, com 11 jogadores sendo banidos de todas as competições profissionais de SC pelo resto da vida, e enfrentando processos, possivelmente os levando à cadeia.

Até 9 de Junho de 2010, 11 jogadores haviam sido banidos como resultado do escândalo, eles são:
Savior, Hwasin, go.go, Type-b, Luxury, YellOw(ArnC), DarkElf, UpMaGiC, Justin, By.1st e ShinHwA. Em Outubro de 2010, as sentenças foram declaradas.

## Notáveis jogadores profissionais deStarCraft

### Terran

#### Lim Yo-Hwan (SlayerS_`BoxeR`)
Conhecido como "Emperor of Terran" ("Imperador Terrano"), ou algumas vezes apenas "The Emperor" ("O Imperador"), a grande criatividade de BoxeR ao jogar o tornou um jogador popular. Ele também é um dos, se não o mais, bem sucedidos, já que ele é o único jogador de StarCraft a ter ganho o World Cyber Games (WCG) duas vezes. Ele também venceu o Ongamenet Starleague (OSL) duas vezes (apenas 6 jogadores conseguiram realizar esse feito). Ele é o primeiro dos únicos dois jogadores a ganhar duas OSLs consecutivas. Ele mantém o recorde de ser o número 1 nos rankings KeSPA por 17 meses seguidos. BoxeR fez um retorno em 2005, conseguindo segundo lugar no So1 OSL de 2005, mas teve que se afastar dos jogos profissionais para entrar no serviço militar coreano, que é obrigatório para todos os homens na Coreia. Em 3 de Outubro de 2006 ele jogou contra seu rival [NC]...Yellow em "Superfight", ganhando por 3 a 2. Uma das partidas mais populares contra [NC]Yellow foi a famosa "SCV rush" de BoxeR, onde ele enviou todos os seus SCVs e alguns Marines e venceu em cinco minutos. Seu recorde total de partidas televisionadas antes de entrar na Força Aérea Coreana era de 500 vitórias e 338 derrotas. Recentemente, BoxeR se tornou um dos primeiros membros do time profissional da Força Aérea Coreana ACE (um acrônimo para Air Force Challenges E-sports), onde ele continuou a jogar como um jogador profissional. Ele entrou no GOM TV 2 MBC Game Starleague em 2007, mas foi eliminado no estágio de grupos. Quando seu contrato com a força aérea expirou em 24 de Dezembro de 2008, ele voltou para o seu time SK Telecom T1, aparecendo ativamente na liga profissional em Julho de 2009. Em Outubro de 2010 ele começou a jogar StarCraft II e competiu no GOM TV GSL Season 2. Em Novembro de 2010 ele se aposentou oficialmente do seu status de jogador profissional da KeSPA apenas para se concentrar em SC2 e ter a oportunidade de formar um novo time de SC2 patrocinado pela Intel.

#### Lee Yun-Yeol ([ReD]NaDa)
O "Genius Terran" ("Gênio Terran"), também conhecido como "Tornado Terran", começou sua carreira profissional ao vencer ChRh (Choi In Kyu) no show de TV "Amateur vs Pro" ("Amadores vs Profissionais"). Estatísticamente, ele é o melhor jogador da história, tendo conseguido a mais alta pontuação KeSPA antes dela ser reformulada. Ele tem um estilo consistente e dominante, apoiado por um ótimo macro. Acreditava-se que também possuía o melhor micro dentre todos os jogadores de StarCraft (a exemplo de seus Vultures). Ele tem estado no time IS, KTF e agora no Wemade FOX, antigo Pantech EX, formalmente conhecido como Toona SG. NaDa já venceu 3 OSLs, 3 MSLs, e o primeiro torneio KT-KTF Invitational. Depois de uma vitória resurgente no OSL do final de 2006, NaDa se tornou o primeiro jogador a vencer o OSL 3 vezes, ganhando o "Golden Mouse" ("Mouse de Ouro"). Ele recentemente se qualificou para o seu décimo MSL, mas falhou ao se qualificar para o próximo OSL. NaDa conseguiu chegar às oitavas de final tanto no MSL quanto no OSL de 2008, mas foi impedido de tentar ganhar o troféu novamente por Hwasin e Jangbi respectivamente. Em Dezembro de 2008 ele estava no rank 18 da KeSPA. Em Junho de 2009, havia caído para o rank 31, sendo a primeira vez que ele havia estado fora do top 30 desde Março de 2002.

#### Choi Yeon-Sung (iloveoov)
O próximo na lista de jogadores Terran bem sucedidos depois de BoxeR e NaDa, o macro de iloveoov é ainda melhor que o de NaDa, o levando a ser chamado, por brincadeira, de "Cheater Terran" ("Terran Trapaceiro"), devido às suas habilidades em criar grandes exércitos em um pequeno período de tempo. Ele também é conhecido como "Monster" ("Monstro") por causa do seu domínio sobre os oponentes. Ele venceu a MBCGame Starleague (MSL) três vezes seguidas, um feito incrível, e em Novembro de 2004 finalmente venceu o OSL, consolidando o seu lugar como um dos mais fortes jogadores. Ele venceu seu segundo OSL em Março de 2006, derrotando JulyZerg no primeiro torneio ShinHan Bank. iloveoov agora está afastado como jogador profissional e atualmente é treinador do time SKT1 junto com Kingdom. Entretanto, em Novembro de 2008, ele declarou que estava de volta ao time, trabalhando como jogador/treinador no SKT. Seu primeiro jogo depois da volta aconteceu em 17 de Novembro. Ele jogou contra Kim Myung Un (Zerg) e perdeu.
Ele tem um relacionamento interessante com BoxeR (que era membro do mesmo time SK Telecom T1), já que ele vê BoxeR como um tipo de "irmão mais velho" ou "Mentor" (BoxeR trouxe iloveoov para ser um jogador profissional após ver seu talento nas ligas amadoras), e como resultado, ficou de certa maneira arrependido por derrotá-lo por 3-2 nas finais do EVER OSL, em Novembro de 2004. Ele também venceu o WCG em 2006, ganhando de Julyzerg por 2-1 nas finais.

#### Lee Young-Ho (Flash)
Apelidado de "The Little Monster" ("O Pequeno Monstro") e "Ultimate Weapon" ("Arma Definitiva"), Flash entrou em cena ao vencer Bisu em um jogo da Starleague ao se utilizar de "cheese" contra seu oponente. Ele foi muito criticado pelos fãs de StarCraft como um jogador fraco, mas desfez todas as acusações ao dominar a cena atual de StarCraft. Ele impulsionou seu time KTF (agora KT Rolster) para vitórias e campeonatos na liga profissional ao vencer a liga profissional em 2010. Flash se envolveu numa das mais intensas e famosas rivalidades com Jaedong. Flash possui uma variedade de recordes mundiais como maior número de vitórias consecutivas em TvT e TvP, mais novo vencedor da Starleague, mais novo vencedor do "Golden Mouse" ("Mouse de Ouro"), mais alto rank KeSPA, e maior rank ELO. Ele esteve em 3 finais duplas da Starleague consecutivas, ganhando 4 ouros no último ano. Ele recentemente derrotou Kal (Goojila) no World Cyber Games de 2010, eventualmente se tornando o campeão mundial.

### Zerg

#### Park Sung-Joon (JulyZerg)
Atualmente em 64° no rank KeSPA, JulyZerg (ou simplesmente "July"), o "God of War" ("Deus da Guerra"), é reconhecido por revitalizar o estilo de jogo Zerg, que estava estagnado, e por liderar o caminho para um tipo de "renascimento Zerg" com seu estilo altamente dinâmico e agressivo, incorporando um forte entendimento das fraquezas de seus oponentes e um controle de unidades fantástico. Ele é o primeiro jogador Zerg a vencer um OSL; tendo conseguido isso em 2004, e também venceu a segunda liga KT-KTF Premiere. Em Julho de 2005 ele venceu o segundo OSL, algo que até hoje apenas outros 4 jogadores conseguiram, e depois de uma grande crise conseguiu vencer o Ever OSL 2008, o tornando o segundo jogador, e o primeiro como Zerg, a conseguir 3 títulos OSL e receber o troféu "Golden Mouse" ("Mouse de Ouro"). July é conhecido por ser mais próximo da comunidade amadora do que um típico jogador profissional, tendo jogado nas ligas amadoras como WGTour Speed Ladder no passado, e era um dos jogadores no time asiático para o torneio amistoso Blizzard Invitational realizado no início de 2005. Depois da vitória no OSL em Julho de 2008, JulyZerg continuou a ser um dos melhores jogadores Zerg, apesar de ser raramente visto na liga profissional devido ao grande número de fortes jogadores Zergs no seu time.

#### Ma Jae-Yoon (sAviOr[gm])
sAviOr (conhecido antigamente como IPXZerg) venceu três MSLs e um OSL, e chegou a cinco finais consecutivas do MSL durante o alto de sua performance. Apelidado de "Maestro" por seus jogos incríveis, timing, e percepção do jogo, ele é geralmente visto como o mais bem sucedido e temido Zerg de todos os tempos, tendo derrotado BoxeR, iloveoov, NaDa, Midas, Nal_rA e muitos outros jogadores tops. Ele é bem conhecido pelo uso perfeito de Defilers, particularmente em partidas ZvT. sAviOr chegou às semifinais do GOM TV MSL de Setembro a Novembro de 2007, mas foi surpreendentemente eliminado pelo jogador Terran Mind por 3 a 2. Pouco depois, ele foi eliminado do primeiro round de ambos os mais recentes OSl e MSL. Entretanto, desde então ele se qualificou para o próximo MSL e estava, Fevereiro de 2010, no rank 53 da KeSPA. Em 13 de Abril de 2010, ele foi acusado de participar do escândalo envolvendo vários dos jogadores profissionais coreanos, websites ilegais de apostas, e alegações de perder jogos deliberadamente. Enquanto as investigações avançavam, Savior eventualmente admitiu sua culpa em 20 de Maio, e foi forçado a se aposentar pela KeSPA.

#### Lee Jae-Dong (n.Die_Jaedong)
Conhecido como "Lord of Destruction" ("Lorde da Destruição") e "Tyrant" ("Tirano"), Jaedong é o melhor jogador do time Hwaseung OZ, e ganhou fama por derrotar muitos dos jogadores tops quando ele entrou na cena profissional, ganhando o apelido de "Legend Killer" ("Matador de Lendas"). Ele é conhecido por seu incrível micro de Mutalisks, sua marca registrada. Seu ZvT e ZvZ estão entre os melhores que a cena profissional já viu, e é atualmente reconhecido como o melhor jogador Zerg, se não o melhor jogador entre todas as raças. Ele chegou ao topo ao se classificar para o OSL pela primeira vez e derrotar Stork nas finais do EVER OSL por 3 a 1. Pouco depois, ele provou que seu ZvP não era fraco ao vencer Bisu no GOM TV MSL S4. Desde sua vitória no OSL, o ZvP de Jaedong tem sido estatisticamente seu segundo melhor estilo de jogo (71.25%). Jaedong também venceu a 4° temporada do MSL ao derrotar Siz)Kal por 3 a 1 em Março de 2008, se provando ainda mais como o melhor Zerg na cena profissional. Jaedong atingiu um novo recorde pelo maior número de vitórias ZvZ seguidas ao derrotar 12 jogos consecutivos, apenas perdendo para Oversky na liga profissional. Até Junho de 2009, ele estava com 72-19 (79.12%) em ZvZ, e considerando que ZvZ é considerado o tipo de jogo mais volátil e baseado em sorte, isso é uma realização impressionante. Em Julho de 2008, ele foi derrotado nas finais da Arena MSL de 2008 por 3 a 0 pelo seu companheiro de time Park Ji-Su (ForGG), mas ele conseguiu voltar de sua derrota e vencer seu rival Flash por 3 a 0 nas finais do TG Sambo Intel Classic. Ele ganhou seu segundo título OSL contra Fantasy no Batoo OSL de 2009. Na temporada de verão de 2009, ele foi o único jogador a chegar às quartas de finais da Starleague: GOM TV Avertec Classic, OSL e MSL. Ele também carregou seu time através da liga profissional Shinhan Bank de Agosto a Setembro e os garantiu um segundo lugar. Em 22 de Agosto de 2009, ele mais uma vez provou que é um dos melhores jogadores de StarCraft ao vencer o Bacchus OSL (seu terceiro título OSL) e assim recebendo o "Golden Mouse" ("Mouse de Ouro"). Jaedong esteve em 1° no rank de Fevereiro de 2010 da KeSPA. Jaedong também tem sido uma pessoa bastante popular fora da comunidade de StarCraft, tendo feito comerciais para várias companhias coreanas e atendendo a diversas competições internacionais como o World Cyber Games por 2 anos seguidos (2008 e 2009) e é o campeão da WCG de 2009, após vencer outro coreano, Stork, nas finais. Ele é bem reconhecido por seu comportamento intenso e concentrado durante os jogos e sua tendência de se sobressair sob pressão.

#### Outros
- Hong Jin-Ho ([NC]...YellOw), conhecido como a "Storm Zerg" ("Tempestade Zerg") foi um rival de Lim Yo-Hwan (BoxeR), perdendo diversas finais da Starleague para ele, ganhando então o título de "King of Silver" ("Rei da Prata").
- Kim Won Gi (Cool, também conhecido como Fruit Dealer), foi um jogador Zerg popular em Brood War, e é conhecido como um dos melhores jogadores Zergs em Starcraft II.

### Protoss

#### Kang Min (Nal_rA)
O "Dreaming Protoss" ("Protoss Sonhador") é considerado por alguns como a versão Protoss do BoxeR devido ao seu estilo altamente criativo e desafiador. Ele frequentemente esconde suas construções em outras partes do mapa e foi o pioneiro e padronizador de muitas estratégias Protoss como expandir rapidamente e usar Corsairs e Reavers em conjunto contra Zerg. Ele venceu um OSL e um MSL na mesma temporada e se sai excepcionalmente bem em torneios em times, jogando pelo KTF. Ele já venceu o torneio Blizzard WorldWide Invitational durante o início de 2006. Ele recentemente se recuperou de uma séria crise, e se classificou para o ShiHan Bank 2 OSL e chegou às finais do Pringles MSL derrotando Kingdom, mas perdeu por 3 a 1 para sAviOr. Ele também chegou às semifinais do subsequente Pringles 2 MSL, apenas para perder novamente para sAviOr. Nal_rA agora se aposentou e é atualmente apresentador pela OnGameNet. Em 2009, foi anunciado que Nal_rA se aposentaria como comentarista e que seguiria carreira ensinando no Instituto de Artes de Seoul.

#### Park Jung Suk ([Oops]Reach)
Reach, apelidado "MAN-TOSS" (devido ao corpo musculoso e estratégias brutas) ou "Hero Protoss" ("Herói Protoss"), é o jogador Protoss que tem sido mais consistente, vencendo BoxeR nas finais de uma OSL no alto de sua performance, e geralmente se saindo bem nos torneios. Ele é conhecido por seu estilo sólido/padrão/seguro de jogo, com um macro impecável e uso de Psi Storms (o que acarretou o recebimento de outro apelido, "Mudang Protoss", significando Protoss xamã em Coreano, devido à misteriosa precisão do seu uso de Psionic Storms), apesar de estar se afastando disso recentemente devido à mudanças no estilo de jogo das outras raças. Reach é conhecido por suas habilidades no PvP e PvT, com seu PvZ sendo inconsistentemente brilhante. Park era o capitão do time KTF. Tem estado ausente das Starleagues e ranks KeSPA por 18 meses mas recentemente retornou aos torneios profissionais de StarCraft, se qualificando para a primeira temporada do OSL de 2007. Reach caiu desde o seu retorno e está atualmente junto com Yello no time ACE da Força Aérea Coreana. Atualmente, Reach tem mostrado algum retorno ao conseguir vitórias impressionantes na liga profissional.

#### Kim Taek-Yong (Bisu[Shield])
Bisu (significando "assassin's dagger", ou "adaga do assassino", em Coreano), apelidado "Ninja Toss" pelo seu uso criativo de Dark Templars, joga no mais alto nível dos profissionais. Ele teve sucesso mediano no ShinHan OSL 2 onde ele chegou entre os melhores 16. Bisu cresceu e de maneira indesperada venceu sAviOr por 3 a 0 em Março de 2007 nas finais do GOM MSL, no alto da performance de sAviOr. Bisu também é conhecido como o "Revolucionist" ("Revolucionista") pelo seu forte PvZ, e por mudar como os jogadores Protoss jogavam esse tipo de partida. Ele também venceu recentemente o GOM MSL 2 de Julho de 2007, derrotando Stork por 3 a 2. Bisu é o primeiro jogador Protoss da história a chegar ao 1° lugar no rank KeSPA. Bisu perdeu para Mind por 3 a 1 nas finais do GOM MSL 3 em Setembro e foi eliminado por Stork nas semifinais do EVER OSL. Bisu foi eliminado no estágio de grupos do GOM MSL 4, perdendo mais notavelmente para Jaedong. Entretanto, ele chegou às semifinais do Bacchus OSL, mas foi eliminado por Flash. Bisu recentemente reconquistou seu prestígio após vencer free nas semifinais do ClubDay MSL, e Jangbi nas finais, clamando então seu 3° título MSL, o primeiro e único Protoss a conseguir esse feito. Pela primeira vez na história das competições de StarCraft, dois oponentes se enfrentaram de costas um pro outro numa final, mais uma vez, Bisu venceu Jangbi por 3 a 1 na segunda temporada do torneio GOM Averatec-Intel Classic. Inexplicavelmente, sua performance no OSL não o garantiu nenhum campeonato, o que é a única falha na sua carreira até hoje. Bisu é conhecido pelas seus impressionantes jogos contra Zergs popularizando o "Forge" seguido de expansão rápida e a "Bisu build". Ele esteve em 2° no ranking de Agosto de 2009 da KeSPA e é considerado como um dos melhores jogadores Protoss da história. Seu time SKT1 também venceu sua segunda grande final na liga profissional com Bisu sendo seu melhor jogador, tendo vencido a maioria das partidas do time e tendo a melhor razão vitória/derrota de todo o torneio.

#### Outros
- Song Byung-Gu (também conhecido por Stork), ele venceu um OSL e um WCG, e foi finalista em dois OSL e um MSL. Ele foi o 1° no ranking KeSPA quatro vezes.
- Guillaume Patry (também conhecido por Grrr...), é um antigo jogador profissional, venceu uma Starleague, e foi o único não Coreano a vencê-la.
- Kim Dong-Soo (também conhecido por Garimto) venceu a OnGameNet Starleague duas vezes antes de entrar no serviço militar.
- Park Yong-Wook (também conhecido por Kingdom) venceu um OSL.

## Histórico dos vencedores de torneios profissionais
Todos listados do mais antigo ao mais recente. Note que muitas das Starleagues estão nomeadas seguindo os seus patrocinadores naquele ano e que os outros finalistas estão descritos em ordem decrescente. P/T/Z depois do nome do jogador indica qual raça eles jogaram (Protoss, Terran ou Zerg, respectivamente). Os jogadores são da Coreia do Sul, exceto quando descrito diferentemente.

### Vencedores da Ongamenet Starleague[20]
| - FreeMuRa (Z) sobre TheBoy, Ssamjang (99 Progamer Korea Open) - Grrrr... (P) (Canadá) sobre H.O.T-Forever (Hanaro Communication Tooniverse Starleague) - Garimto (P) sobre Skelton (Freechal 2000) - BoxeR (T) sobre JinNam, Grrrr... (Canadá), Kingdom (Hanbitsoft Abril – Junho 2001) - BoxeR (T) sobre YellOw, V-Gundam, Tis)Isaac (Coca-Cola Julho – Setembro 2001) - Garimto (P) sobre BoxeR, TheMarine, YellOw (Sky 2001 Outubro – Dezembro 2001) - Sync (T) sobre H.O.T. Forever, ChRh, Oddysay (NATE Abril – Junho 2002) - Reach (P) sobre BoxeR, YellOw, ElkY (França) (Sky 2002 Julho – Outubro 2002) - NaDa (T) sobre ChOJJa, YellOw, Junwi (Panasonic Novembro 2002 – Fevereiro 2003) - XellOs (T) sobre YellOw, BoxeR, Junwi (Olympus Abril – Junho 2003) - Kingdom (P) sobre Nal_rA, Junwi, Reach (MyCube Agosto – Outubro 2003) - Nal_rA (P) sobre ZeuS, Silent_Control, JJu (NHN Hangame Dezembro 2003 – Março 2004) - July (Z) sobre Reach, iloveoov, Silent_Control (Gillette Abril – Julho 2004) - iloveoov (T) sobre BoxeR, Reach, YellOw (2004 Ever Agosto – Novembro 2004) - NaDa (T) sobre July, GoRush, GooDFriend (IOPS Dezembro 2004 – Março 2005) - July (Z) sobre GooDFriend, XellOs, GoRush (2005 Ever Maio 2005 – Julho 2005) | - Anytime (P) sobre BoxeR, iloveoov, PuSan (So1 Agosto 2005 – Novembro 2005) - iloveoov (T) sobre July, PuSan, Casy (2005 Shinhan Dezembro 2005 – Março 2006) - Casy (T) sobre ChOJJa, YellOw, JJu (2006 Shinhan 1 Abril 2006 – Junho 2006) - NaDa (T) sobre Anytime, Midas, Goodfriend (2006 Shinhan 2 Setembro 2006 – Novembro 2006) - sAviOr (Z) sobre NaDa, Iris, Casy (2006 Shinhan 3 Dezembro 2006 – Fevereiro 2007) - GGPlay (Z) sobre Iris, Stork, Flash (Daum Maio 2007 – Julho 2007) - Jaedong (Z) sobre Stork, Bisu, UpMagic (Ever Outubro 2007 – Dezembro 2007) - Flash (T) sobre Stork, Bisu, Luxury (Bacchus Janeiro 2008 – Março 2008) - July (Z) sobre BeSt, BackHo, Luxury (Ever Abril 2008 – Julho 2008) - Stork (P) sobre Fantasy, BeSt, GGPlay (Incruit Agosto 2008 – Novembro 2008) - Jaedong (Z) sobre Fantasy, by.herO, Bisu (Batoo Dezembro 2008 – Abril 2009) - Jaedong (Z) sobre YellOw[ArnC], Fantasy, type-b (Bacchus Maio 2009 – Agosto 2009) - Flash (T) sobre Movie, Calm, Shine (Ever Outubro 2009 – Janeiro 2010) - EffOrt (Z) sobre Flash, Kal, Pure (Korean Air 1 Fevereiro 2010 – Maio 2010) - Flash (T) sobre Jaedong, Free, Stork (Korean Air 2 Junho 2010 – Setembro 2010) |

### Vencedores da MBC Starleague[23]
| - Boxer (T) sobre YellOw, IntoTheRain, ChRh (KPGA 1st Tour) - NaDa (T) sobre YellOw, Black, ChOJJa (KPGA 2nd Tour) - NaDa (T) sobre Reach, BoxeR, ChRh (KPGA 3rd Tour) - NaDa (T) sobre ChOJJa, kOs, JinNam (KPGA 4th Tour) - Nal_rA (P) sobre NaDa, Zeus, ChOJJa (Stout Maio 2003 – Agosto 2003) - iloveoov (T) sobre YellOw, NaDa, GooDFriend (TriGem Setembro 2003 – Novembro 2003) - iloveoov (T) sobre NaDa, TheMarine, Nal_rA (HanaFOS Janeiro 2004 – Março 2004) - iloveoov (T) sobre Kingdom, Nal_rA, GooDFriend (Spris Maio 2004 – Agosto 2004) - GoRush (Z) sobre NaDa, XellOs, ChOJJa (You're the GolfKing Julho 2004 – Fevereiro 2005) - sAviOr (Z) sobre Reach, ChOJJa, iloveoov (UZOO Abril 2005 – Agosto 2005) - ChOJJa (Z) sobre sAviOr, iloveoov, MuMyung (Cyon Outubro 2005 – Janeiro 2006) - sAviOr (Z) sobre Nal_rA, Kingdom, Midas (Pringles I Abril 2006 – Julho 2006) | - sAviOr (Z) sobre SiLvEr, Nal_rA, JJu (Pringles II Agosto 2006 – Novembro 2006) - Bisu (P) sobre sAviOr, Nal_rA, HwaSin (GOM TV I Dezembro 2006 – Março 2007) - Bisu (P) sobre Stork, GoRush, Firebathero (GOM TV II Abril 2007 – Julho 2007) - Mind (T) sobre Bisu, sAviOr, Xellos (GOM TV III Setembro 2007 – Novembro 2007) - Jaedong (Z) sobre Kal, Mind, Jangbi (GOM TV IV Janeiro 2008 – Março 2008) - ForGG (T) sobre Jaedong, FlaSh, Much (Arena Abril 2008 – Julho 2008) - Bisu (P) sobre JangBi, Kal, Free (Club Day Setembro 2008 – Novembro 2008) - Luxury (Z) sobre JangBi, Zero, Stork (Lost Saga Janeiro 2009 – Março 2009) - Calm (Z) sobre Kwanro, Jaedong, Iris (Avalon Junho 2009 – Agosto 2009) - Jaedong (Z) sobre Flash, Kal, Kwanro (NATE Novembro 2009 – Janeiro 2010) - Flash (T) sobre Jaedong, Free, Calm (Hana Daetoo Securities Fevereiro 2010 – Maio 2010) - Flash (T) sobre Jaedong, Fantasy, Light (Bigfile Junho 2010 – Agosto 2010) |

### Vencedores do World Cyber Games emStarCraft: Brood War
- GoRush (Coreia do Sul) (Z) sobre I.LOVE_STAR (Coreia do Sul) (2000)
- BoxeR (Coreia do Sul) (T) sobre ElkY (França) (2001)
- BoxeR (Coreia do Sul) (T) sobre YellOw (Coreia do Sul) (2002)
- Ogogo (Coreia do Sul) (Z) sobre FiSheYe (Alemanha) (2003)
- XellOs (Coreia do Sul) (T) sobre Midas (Coreia do Sul) (2004)
- fOru (Coreia do Sul) (P) sobre Androide (Rússia) (2005)

| - iloveoov (Coreia do Sul) (T) sobre JulyZerg (Coreia do Sul) (2006) - Stork (Coreia do Sul) (P) sobre PJ (China) (2007) - Luxury (Coreia do Sul) (Z) sobre Stork (Coreia do Sul) (2008) - Jaedong (Coreia do Sul) (Z) sobre Stork (Coreia do Sul) (2009) - Flash (Coreia do Sul) (T) sobre Kal (Coreia do Sul) (2010) |

### Times vencedores da Liga Profissional
| 2003: - KTF Ever: Tong Yang Orions sobre Hanbitstars - Neowiz Pmang: Greatest One sobre Toona SG 2004 SKY: - Round 1: Hanbitstars sobre SK Telecom T1 - Round 2: Pantech & Curitel Curriors sobre SouL - Round 3: KOR sobre KTF MagicNs - Grande Final: Hanbit Stars sobre Pantech & Curitel Curriors 2005 SKY: - 1° Temporada: SK Telecom T1 sobre KTF MagicNs - 2° Temporada: SK Telecom T1 sobre Samsung KHAN - Grande Final: SK Telecom T1 sobre KTF MagicNs 2006 SKY: - 1° Temporada: SK Telecom T1 sobre MBC Game Hero - 2° Temporada: MBC Game Hero sobre CJ Entus - Grande Final: MBC Game Hero sobre SK Telecom T1 | 2007 Shinhan Bank: - 1° Temporada: Samsung KHAN sobre Lecaf Oz - 2° Temporada: Lecaf Oz sobre CJ Entus - Grande Final: Lecaf Oz sobre Samsung KHAN 2008 Shinhan Bank: (Não há temporadas) - Samsung KHAN sobre Ongamenet Sparkyz 2008–2009 Shinhan Bank: - SK Telecom T1 sobre Hwaseung Oz 2009–2010 Shinhan Bank: - KT Rolster sobre SK Telecom T1 |

### Outros Torneios
| Vencedores do KBK: - TheMarine sobre I.LOVE_STAR (1999) - [GG99]Slayer sobre I.LOVE_STAR (2000) - TheMarine sobre PRO_NT.SONJJANG (2001) Vencedores do torneio OGN King Of Kings: - Grrrr... sobre TheBoy (2001) - YellOw sobre V-Gundam (2002) Vencedores do MBC Winner's Championship: - MuMyung sobre YellOw (2002) - YellOw sobre BoxeR (2003) Vencedores da liga KT-KTF Premiere: - NaDa sobre BoxeR (2003) - July sobre GoRush (2004) Vencedores da BlizzCon: - YellOw sobre Reach, NaDa, Nal_rA (2005) - sAviOr sobre Nal_rA, Iris (2007) - sAviOr sobre NaDa, Jangbi, ForGG (2008) - Effort sobre Zero, sAviOr, NaDa (2009) Vencedor do CKCG (China-Korea Cyber Games) - iloveoov sobre NaDa (2005) Vencedor da liga Snickers All-Star: - YellOw sobre NaDa (2005) Vencedores do WEF (World e-sports Festival): - sAviOr sobre iloveoov (2005) - sAviOr sobre NaDa (2006) | Vencedores do Blizzard Worldwide Invitational: - Nal_rA sobre YellOw (2006) - Bisu sobre sAviOr (2007) - Stork sobre Sea[Shield] (2008) Vencedor do IEF (International e-sports Festival): - NaDa sobre iloveoov (2006) - Bisu sobre sAviOr (2007) - Bisu sobre Stork (2008) - Stork sobre Terror (2009) - Bisu sobre Stork (2010) Vencedor do torneio Shinhan Masters: - NaDa sobre sAviOr (2007) Vencedor do GOM Star Invitational: - Flash sobre Stork (2008) Vencedor do GOM Averatec-Intel Classic: - Jaedong sobre Flash (2008) - Bisu sobre Jangbi (2009) - Flash sobre Iris (2009) Vencedor da Partida Especial GOM Averatec-Intel Classic: - Jaedong sobre Bisu (2009) |

### Lista de jogadores rankeados pelos maiores torneios vencidos
| Jogador         | Títulos OSL | Títulos MSL | Títulos WCG | Total de Campeonatos |
| NaDa            | 3           | 3           | 0           | 6                    |
| FlaSh           | 3           | 2           | 1           | 6                    |
| Jaedong         | 3           | 2           | 1           | 6                    |
| iloveoov        | 2           | 3           | 1           | 6                    |
| BoxeR           | 2           | 1           | 2           | 5                    |
| sAviOr          | 1           | 3           | 0           | 4                    |
| Bisu            | 0           | 3           | 0           | 3                    |
| July            | 3           | 0           | 0           | 3                    |
| Garimto         | 2           | 0           | 0           | 2                    |
| GoRush          | 0           | 1           | 1           | 2                    |
| Luxury          | 0           | 1           | 1           | 2                    |
| Nal_rA          | 1           | 1           | 0           | 2                    |
| Stork           | 1           | 0           | 1           | 2                    |
| XellOs          | 1           | 0           | 1           | 2                    |
| EffOrt          | 1           | 0           | 0           | 1                    |
| FreeMuRa        | 1           | 0           | 0           | 1                    |
| Grrrr… (Canadá) | 1           | 0           | 0           | 1                    |
| Sync            | 1           | 0           | 0           | 1                    |
| Reach           | 1           | 0           | 0           | 1                    |
| Kingdom         | 1           | 0           | 0           | 1                    |
| Anytime         | 1           | 0           | 0           | 1                    |
| Casy            | 1           | 0           | 0           | 1                    |
| GGPlay          | 1           | 0           | 0           | 1                    |
| ChOJJa          | 0           | 1           | 0           | 1                    |
| Mind            | 0           | 1           | 0           | 1                    |
| ForGG           | 0           | 1           | 0           | 1                    |
| Calm            | 0           | 1           | 0           | 1                    |
| fOru            | 0           | 0           | 1           | 1                    |
| Ogogo           | 0           | 0           | 1           | 1                    |